# Ralph Metcalfe

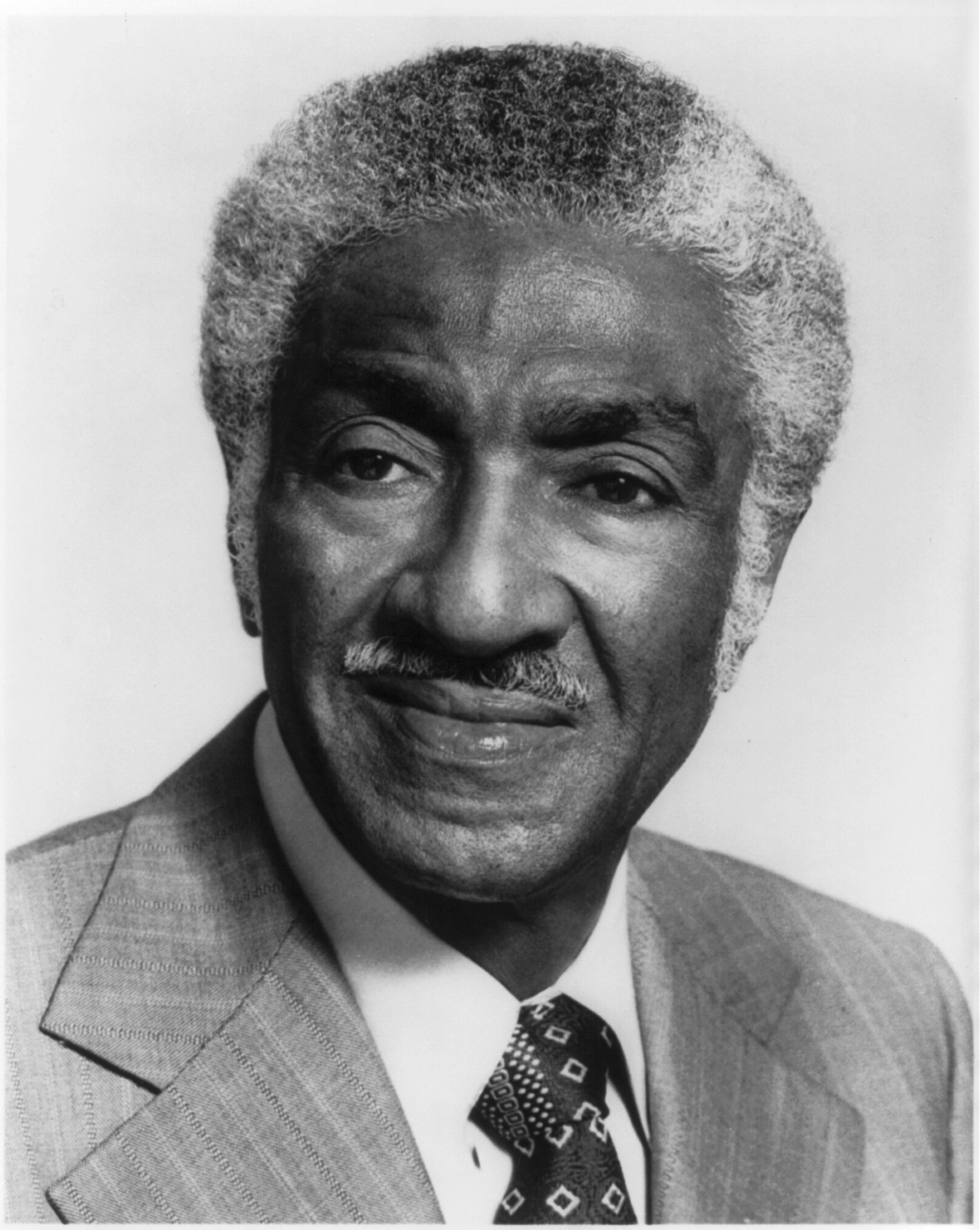
Ralph Metcalfe (1977)

Ralph Metcalfe (* 30. Mai 1910 in Atlanta, Georgia; † 10. Oktober 1978 in Chicago, Illinois) war ein US-amerikanischer Sprinter, Olympiasieger und Politiker.

## Karriere
Bei den Olympischen Spielen 1932 in Los Angeles gewann er die Silbermedaille im 100-Meter-Lauf hinter seinem Landsmann Eddie Tolan (Gold) und vor dem Deutschen Arthur Jonath (Bronze) und komplettierte im 200-Meter-Lauf als Bronzemedaillengewinner ein rein US-amerikanisches Podium (Gold ging an Tolan, Silber an George Simpson).
Bei den Olympischen Spielen 1936 in Berlin gewann er wieder die Silbermedaille im 100-Meter-Lauf hinter seinem Landsmann Jesse Owens (Gold) und vor dem Niederländer Martinus Osendarp (Bronze) sowie die Mannschafts-Goldmedaille in der 4-mal-100-Meter-Staffel zusammen mit seinen Teamkollegen Owens, Foy Draper und Frank Wykoff, vor den Stafetten aus Italien (Silber) und Deutschland (Bronze).

## Politik
Metcalfe studierte zuerst an der Marquette University und beendete sein Studium später an der University of Southern California. Nach seiner sportlichen Karriere wandte er sich der Politik zu, wurde Vorsitzender des Stadtrats von Chicago und später, als Mitglied der Demokraten, Vertreter des 1. Distrikts von Illinois im US-Repräsentantenhaus ab 1971 bis zu seinem Tod 1978.